# Кармірґюх (Ґегаркунік)
Карміргюх (вірм. Կարմիրգյուղ) — село в марзі Гегаркунік, на сході Вірменії. Село розташоване на правому березі річки Гаварагет, за 5 км на південь від міста Гавар, за 2 км на схід від села Гандзак та за 4 км на північ від села Сарухан.
Карміргюх в перекладі з вірменської означає «червоне село». Село було засноване у 1831 р. біженцями з Догубаязіту.